# جندوبة الرياضية
جندوبة الرياضية هو نادٍ رياضي تونسي مقره مدينة جندوبة تأسس سنة 1922. أُسس النادي تحت اسم الجمعية الرياضية بسوق الأربعاء ويعد من أقدم الأندية التونسية. صعد فريق كرة القدم لأول مرة لقسم النخبة في أعقاب موسم 2004/2005. نزل الفريق إلى الدرجة الثانية في موسم 2005/2006 بعد أن أنهاه في المرتبة 13 (القبل الأخيرة) رغم بداية موسم جيدة استهلها بانتصار تاريخي على الترجي الرياضي التونسي.  عاد الفريق إلى صفوف النخبة في أعقاب موسم 2006/2007 بعد أن أنهى بطولة الرابطة المحترفة الثانية في المرتبة الثانية. في صيف 2007 تم تعيين محمد الجلاصي خلفا لعادل السليمي الذي حقق الصعود مع الفريق. في مارس 2008 أستبدل الجلاصي برضا عكاشة الذي استطاع تحقيق بقاء الفريق ضمن النخبة. للنادي أيضا فرع ينشط في كرة اليد.   

## التاريخ
في بدايتها، والنادي هو جزء من منطقة مجردة، جنبا إلى جنب مع الرياضة باجة الاتحاد، ورياضي الاتحاد طبربة، والناس من ملعب باجة، مجردة الرياضة مجاز الباب والاتحاد رياضية ونجم بلو غارديماو. ثم وهو يتألف من الشباب التونسي والفرنسية التي بلقاسم بن صلاح، وأحمد بن محمد عبد القادر محروز، بلقاسم الزغدودي وعمر بن صلاح.
وبعد عام من إنشائه، وفاز USSA بطولة منطقة وصلت إلى الدور نصف النهائي من كأس انها بالكاد خسر (1-2) ضد الفائز في المستقبل لهذا الحدث، الطليعة تونس. بعد ذلك يكتفي الفريق بالاعتراض على التفوق الإقليمي مع USB لعدة سنوات. من بين لاعبي هذه الفترة عمران ويوسف وسعيد عيتام وطار بن سعيد وماكسيم برامي وما إلى ذلك.
في عام 1945، اعتمد النادي اسم الرابطة الرياضية للسوق أربعاء الغرب ولكن ببساطة تتطور إقليميا حتى عام 1965، عندما يبدأ فترة ولاية الرئيس علي العلوي. يستخدم المدربين المشهورين مثل ستيفان داكوفسكي، لومباردو وعبد المجيد أزايز. أصبح نادي جندوبة الرياضية في عام 1966، وينتهي في عام 1969 الوصول إلى شعبة الشمالية الثانية حيث أمضى أحد عشر مواسم قبل أن يسقط في دوري الدرجة الثالثة. لم يكن حتى ظهور الرئيس منير الباسلي في عام 1996 لرؤية النادي يتطور ويتطلع إلى مكان بين النخبة.
الترويج لها في عام 2005، جندوبة توقيع هذا الإنجاز في مباراته الأولى بفوزه على نادي كبير الترجي الرياضي التونسي خلال اليوم الأول من الموسم (2 أهداف إلى 0). على الرغم من مبارياته ضد الأندية التونسية الكبيرة، إلا أن جندوبة الرياضية لا تستطيع البقاء في دوري الدرجة الأولى.
يلعب النادي في دوري الدرجة الثانية خلال موسم 2006-2007. في أبريل 2007، بعد الفوز على المطارد له، أولمبيك الكاف من قبل على درجة من بأربعة أهداف مقابل لا شيء، أنهى النادي للمرة الأولى في البطولة أمام الملعب القابسي. إنهم مؤهلون للبطولة الأولى مع المدرب الجديد عادل السليمي.

## الألقاب
الرابطة التونسية المحترفة الثالثة (3)
- بطل : 1999, 2005, 2007

## وصلات خارجية
موقع غير رسمي لجندوبة الرياضية